# Torneo Nacional de Asociaciones femenino 2020
El Torneo Nacional de Asociaciones Femenino de 2020 fue la sexta edición del torneo de rugby femenino que enfrentó a equipos representantes de las principales asociaciones regionales de Chile.
El torneo se disputó entre el 26 y 27 de junio de 2021, aunque correspondió a la edición 2020 de la competencia, a causa de la pandemia de COVID-19.

## Fase de grupos

### Grupo A
| Pos. | Equipo       | Encuentros | Encuentros | Encuentros | Encuentros | Tantos | Tantos | Tantos | Puntos |
| Pos. | Equipo       | PJ         | PG         | PE         | PP         | F      | C      | Dif    | Puntos |
| ---- | ------------ | ---------- | ---------- | ---------- | ---------- | ------ | ------ | ------ | ------ |
| 1.º  | Valparaíso   | 3          | 3          | 0          | 0          | 93     | 5      | +88    | 9      |
| 2.º  | Araucanía    | 3          | 1          | 0          | 2          | 46     | 67     | -21    | 5      |
| 3.º  | Antofagasta  | 3          | 1          | 0          | 2          | 34     | 58     | -24    | 5      |
| 4.º  | Sur de Chile | 3          | 1          | 0          | 2          | 25     | 68     | -43    | 5      |

### Grupo B
| Pos. | Equipo     | Encuentros | Encuentros | Encuentros | Encuentros | Tantos | Tantos | Tantos | Puntos |
| Pos. | Equipo     | PJ         | PG         | PE         | PP         | F      | C      | Dif    | Puntos |
| ---- | ---------- | ---------- | ---------- | ---------- | ---------- | ------ | ------ | ------ | ------ |
| 1.º  | Arica      | 3          | 3          | 0          | 0          | 112    | 12     | +99    | 9      |
| 2.º  | La Serena  | 3          | 2          | 0          | 1          | 46     | 51     | -5     | 7      |
| 3.º  | Santiago   | 3          | 1          | 0          | 2          | 37     | 73     | -36    | 5      |
| 4.º  | Concepción | 3          | 0          | 0          | 3          | 15     | 73     | -58    | 3      |

## Fase final

### Semifinales
| 27 de junio de 2021 | Valparaíso | 36 - 0 | La Serena |  |  |

| 27 de junio de 2021 | Arica | 34 - 7 | Araucanía |  |  |

### Tercer puesto
| 27 de junio de 2021 | La Serena | 17 - 14 | Araucanía |  |  |

### Final
| 27 de junio de 2021 | Arica | 10 - 7 | Valparaíso |  |  |

| Bandera de Chile |
| Campeón Arica    |
| Primer título    |